# Ron Grable

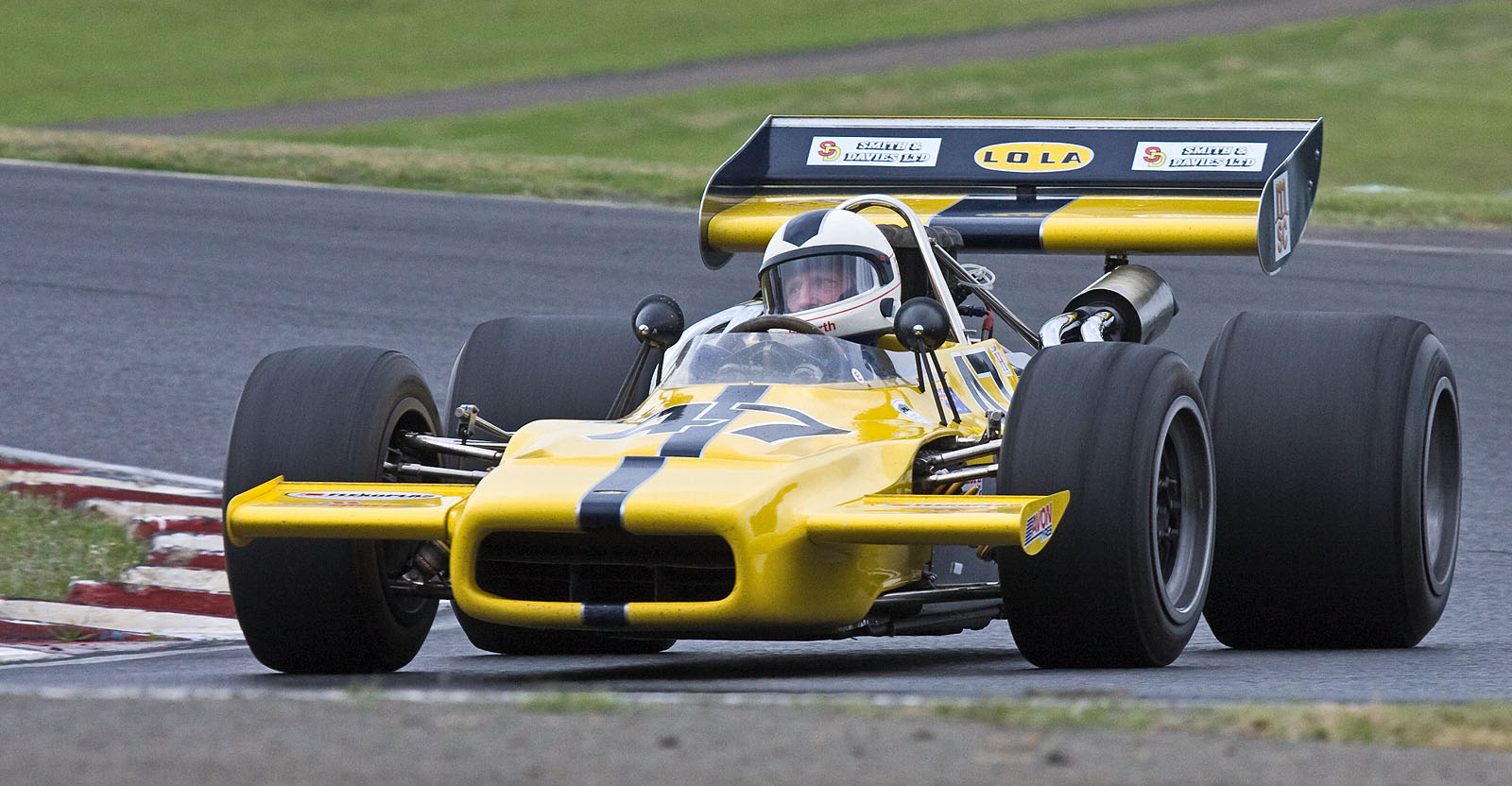
Auf einem Lola T190 fuhr Ron Grable in der Formel A

Ronald „Ron“ Grable (* 21. Juni 1933 in Sullivan; † 31. Oktober 2018 in Prescott) war ein US-amerikanischer Autorennfahrer, Journalist und Maschinenbau-Ingenieur.

## Ausbildung und Beruf
Ron Grable kam im Sullivan County im US-amerikanischen Bundesstaat Indiana zur Welt. Nach dem Umzug seiner Eltern William and Ruth Grable wuchs er im südlichen Kalifornien auf. Im Koreakrieg diente er als Marinesoldat auf der Philippine Sea; danach studierte er Maschinenbau an der University of California, San Diego.
40 Jahre lang arbeitete er in Kalifornien bei unterschiedlichen Unternehmen der Halbleiterindustrie.

## Karriere als Rennfahrer
Während seiner gesamten Fahrerkarriere bestritt Ron Grable Rennen als Amateur-Rennfahrer neben seinem Brotberuf. Er begann seine Karriere im Porsche 356 bei lokalen SCCA-Rennen und gewann 1968 im Spectre HR1 das meisterschaftsabschließende Ausscheidungsrennen der Formel A. Die Formel A war das nordamerikanische Pendant der europäischen Formel 5000. Bis Mitte der 1970er-Jahre startete er in der Formel A und ging parallel dazu in Sportwagenserien wie dem Canadian-American Challenge Cup an den Start. Sein bestes Ergebnis bei den Sportwagen war der dritte Gesamtrang für das Team von John Greenwood beim 12-Stunden-Rennen von Sebring 1973.
Nach einer neunjährigen Rennpause kehrte er 1982 auf die Rennbahn zurück. Er startete erneut in Sebring, wo er 1986 mit dem siebten Endrang noch einmal unter die besten zehn ins Ziel kam. Ein siebter Rang gelang ihm auch beim 24-Stunden-Rennen von Daytona 1982.
Nach dem Ende seiner Fahrerkarriere 1989 arbeitete er nebenberuflich als Motorsportjournalist und schrieb unteren anderem für das Motor Trend Magazine. 1993 hatte er einen schweren Motorradunfall, dessen Folgen eine Querschnittlähmung und das Ende aller beruflichen Aktivitäten waren. Mit der Hilfe von Fachkräften und seiner Ehefrau Sandra gelang es ihm, bis zu seinem Lebensende wieder ohne Rollstuhl auszukommen.

## Statistik

### Sebring-Ergebnisse
| Jahr | Team                     | Fahrzeug            | Teamkollege     | Teamkollege    | Platzierung | Ausfallgrund |
| ---- | ------------------------ | ------------------- | --------------- | -------------- | ----------- | ------------ |
| 1973 | John Greenwood Racing    | Chevrolet Corvette  | Mike Brockman   | John Greenwood | Rang 3      |              |
| 1983 | Herman & Miller P & A    | Porsche 924 Carrera | Paul Miller     | Jim Busby      | Ausfall     | Motorschaden |
| 1986 | Morrison Cook Motorsport | Chevrolet Corvette  | Bobby Carradine | John Heinricy  | Rang 7      |              |

### Einzelergebnisse in der Sportwagen-Weltmeisterschaft
| Saison | Team           | Rennwagen          | 1   | 2   | 3   | 4   | 5   | 6   | 7   | 8   | 9   | 10  |
| ------ | -------------- | ------------------ | --- | --- | --- | --- | --- | --- | --- | --- | --- | --- |
| 1973   | John Greenwood | Chevrolet Corvette | DAY | VAL | DIJ | MON | SPA | TAR | NÜR | LEM | ZEL | WAT |
| 1973   | John Greenwood | Chevrolet Corvette | DNF |     |     |     |     |     |     |     |     |     |